# Forstsee
Der Forstsee (slowenisch Boršt) liegt im Gemeindegebiet von Techelsberg am Wörther See zwischen den Ortschaften Pörtschach und Velden.

## Beschreibung
Der Forstsee liegt auf einem Höhenrücken etwa 1 km nördlich des Wörthersees auf 601 m. Mit einer Fläche von 29 ha ist er ein eher kleiner See. Seine maximale Tiefe beträgt 35 m, die mittlere Tiefe 22 m. Der See enthält 6,5 Millionen Kubikmeter Wasser.
Ein Bach, der früher auch Wassermühlen antrieb, heute jedoch nur Restwasser führt, fließt vom Ostende
des Forstsees steil hinunter zum Wörthersee.
Die Druckrohrleitung vom Auslassbauwerk im Forstsee nahe seinem Westufer hinunter zum Kraftwerk Forstsee am Nordufer des Wörthersees verbindet seit dem Jahr 1925 diese beiden Seen hydraulisch. Bis zum Jahr 1983 wurde im Sommer auch Wasser des Wörthersees zum Forstsee hinaufgepumpt zum Zweck des Betriebs des Speicherkraftwerkes.
Ansonsten ist der See weitestgehend naturbelassen. Der See wird gerne von FKK-Liebhabern besucht. Es gibt, abgesehen von zwei Toilettenanlagen, keinerlei nennenswerten baulichen Anlagen und der Forstsee  ist frei als Badesee nutzbar. Ein Wanderweg führt um den See herum, am Westufer liegt ein denkmalgeschütztes Stück einer antiken Straße. 

## Wörthersee Rundwanderweg
Entlang seines Nordufers verläuft ein Rundwanderweg, der von der Ortschaft Göriach im Gemeindegebiet Velden am Wörther See über die Römerschlucht hierher führt und die Stempelstation #7 sowie zwei Schautafeln zu den Themen „Fischerei“ und „sichtbare Spuren durch eiszeitliche Gletscher“ aufweist. Über das Stauwerk verlässt der Weg das Ostende des Forstsees, führt hinunter zum Metaubach, bei dem eine Schautafel die frühere Nutzung der Wasserkraft beschreibt. Über die Ortschaft Tibitsch führt der Weg hinauf nach Sekull, beide Ortsteile der Gemeinde Techelsberg am Wörther See.

## Fischfang

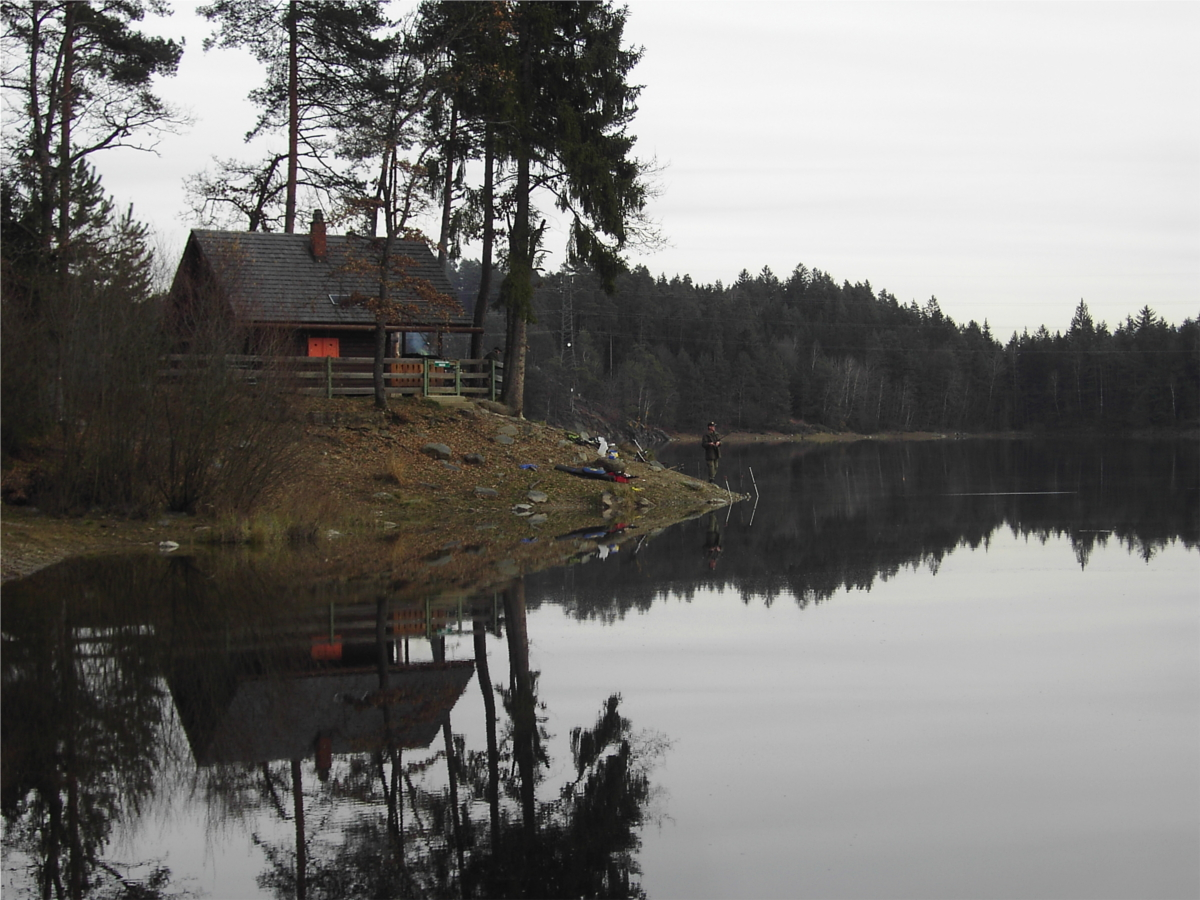
Eine Fischerhütte am Nordufer

Mitte des 19. Jahrhunderts waren die Orte um den Wörthersee noch kleine, eher unbekannte Fischerdörfer. Zu dieser Zeit war die Fischerei am Forstsee noch sehr ergiebig. Heute ist der See an Fischen ärmer geworden, jedoch haben sich grundsätzlich alle Fischarten erhalten. Daher ist der Forstsee auch heute noch bei Fischern sehr begehrt.
In der Mitte des Nordufers steht die Vereinshütte der Fischereigemeinschaft Forstsee. Hinsichtlich seiner Wasserqualität unterscheidet sich der Forstsee nicht wesentlich vom Wörthersee. Eine amtliche Untersuchung ergab im Jahr 2008 „sehr gute Hygiene“ und Oligotrophie.
Bekannte Fischarten im Forstsee sind Hecht, Wels, Karpfen und Zander. Des Weiteren beheimaten der See Brachse, Laube, Rotfeder, Rotauge, Schleie, Barsch und auch Edelkrebse.
Am Forstsee finden zahlreiche Aktivitäten wie das Wettfischen für Kinder und Erwachsene statt.

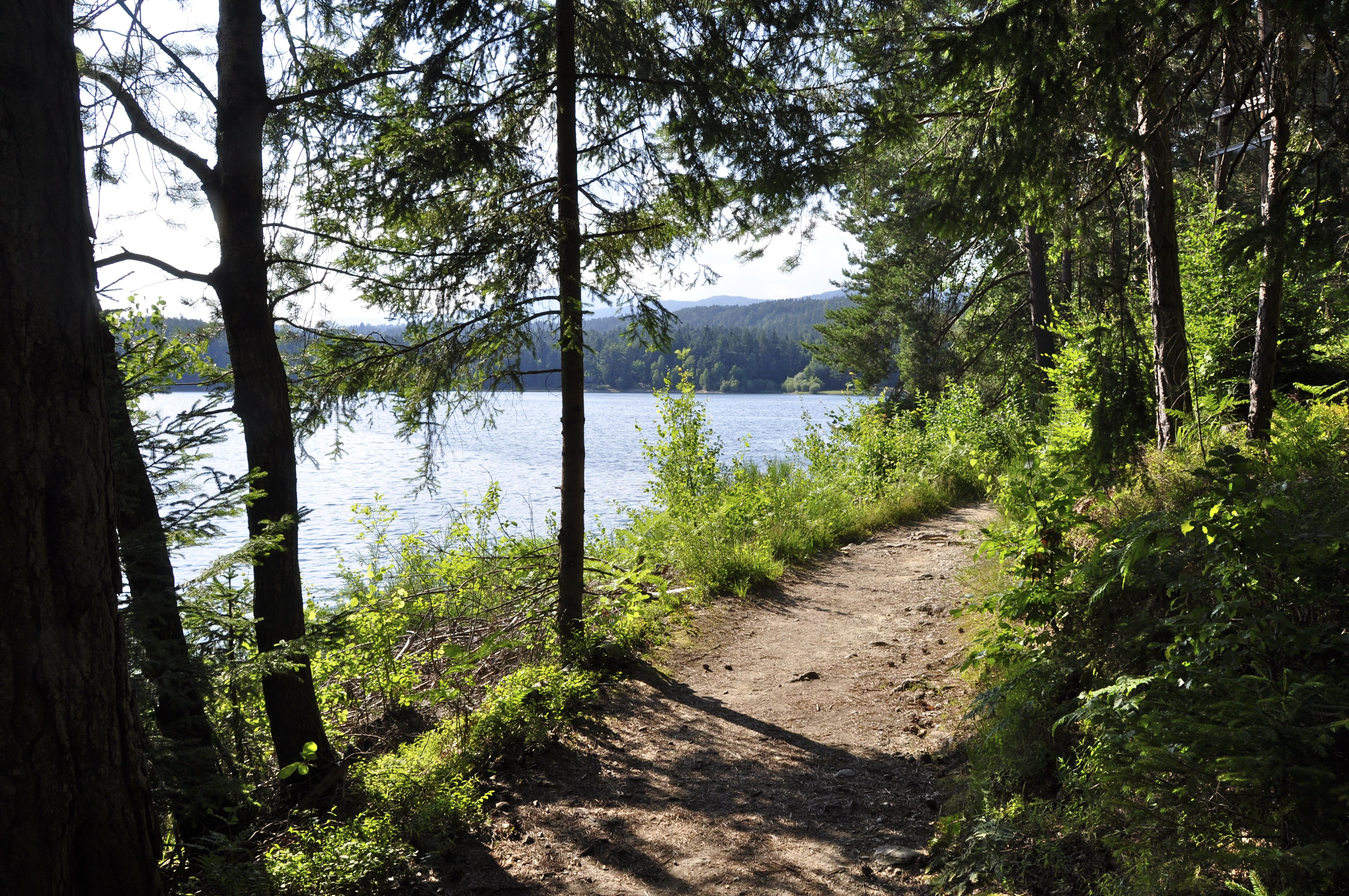
Verlauf der antiken Straße am Südufer

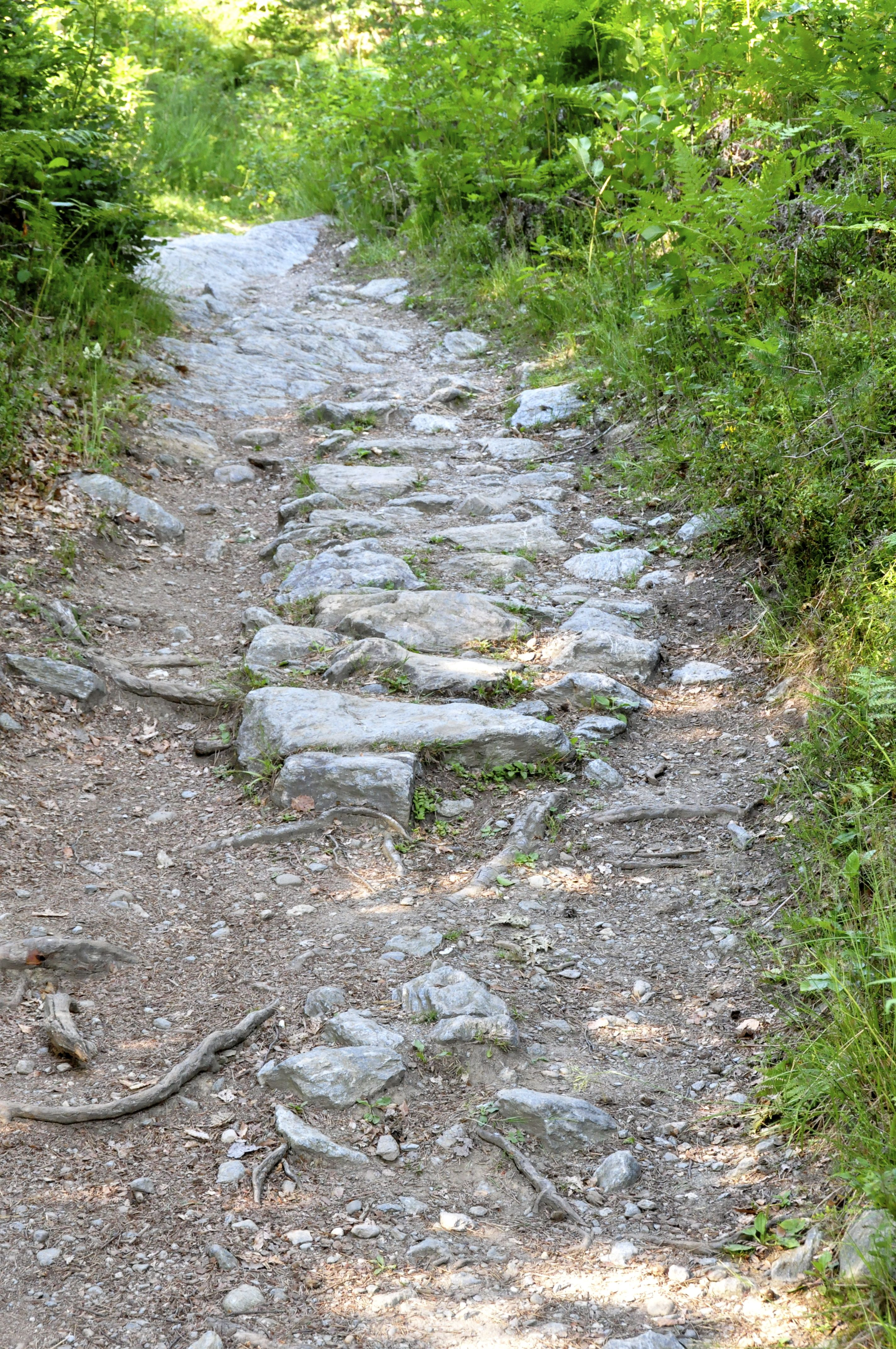
Wanderweg am Südufer

## Kurioser Vorfall im Jahr 2019
Im Juli 2019 wurden am Ufer von Unbekannten 15 Bäume wie Eichen, Birken und Schwarzerlen, wahrscheinlich mit einer Bügelsäge umgesägt. Die Bäume wurden liegengelassen.

## Sanierung Kraftwerk Forstsee 2020/2021
Zur Begutachtung der Unterwasseranlagen des Kraftwerks Forstsee ist geplant, den Forstsee zwei Mal, und zwar von Oktober 2019  bis zum Spätherbst/Winter des Jahres 2019 und während der Bauarbeiten am Kraftwerk von Oktober 2020 bis  Mai 2021 um ca. 15 bis 20 m abzusenken.

## Tiere im Forstsee
Im Forstsee kommen folgende 14 Fischarten vor:
- Aitel (Leuciscus cephalus)
- Bachsaibling (Salvelinus fontinalis)
- Brachse (Abramis brama)
- Flussbarsch (Perca fluviatilis)
- Forellenbarsch (Microptenius salmoides)
- Hecht (Esox lucius)
- Karpfen (Cyprinus carpio)
- Laube (Alburnus alburnus)
- Rotauge (Rutilus rutilus)
- Rotfeder (Scardinius erythrophthalmus)
- Schleie (Tinca tinca)
- Sonnenbarsch (Lepomis gibbosus)
- Wels (Silurus glanis)
- Zander (Sander lucioperca)

Zudem ist der Edelkrebs (Astacus astacus) im Forstsee zu finden.